# 트랙 사이클링

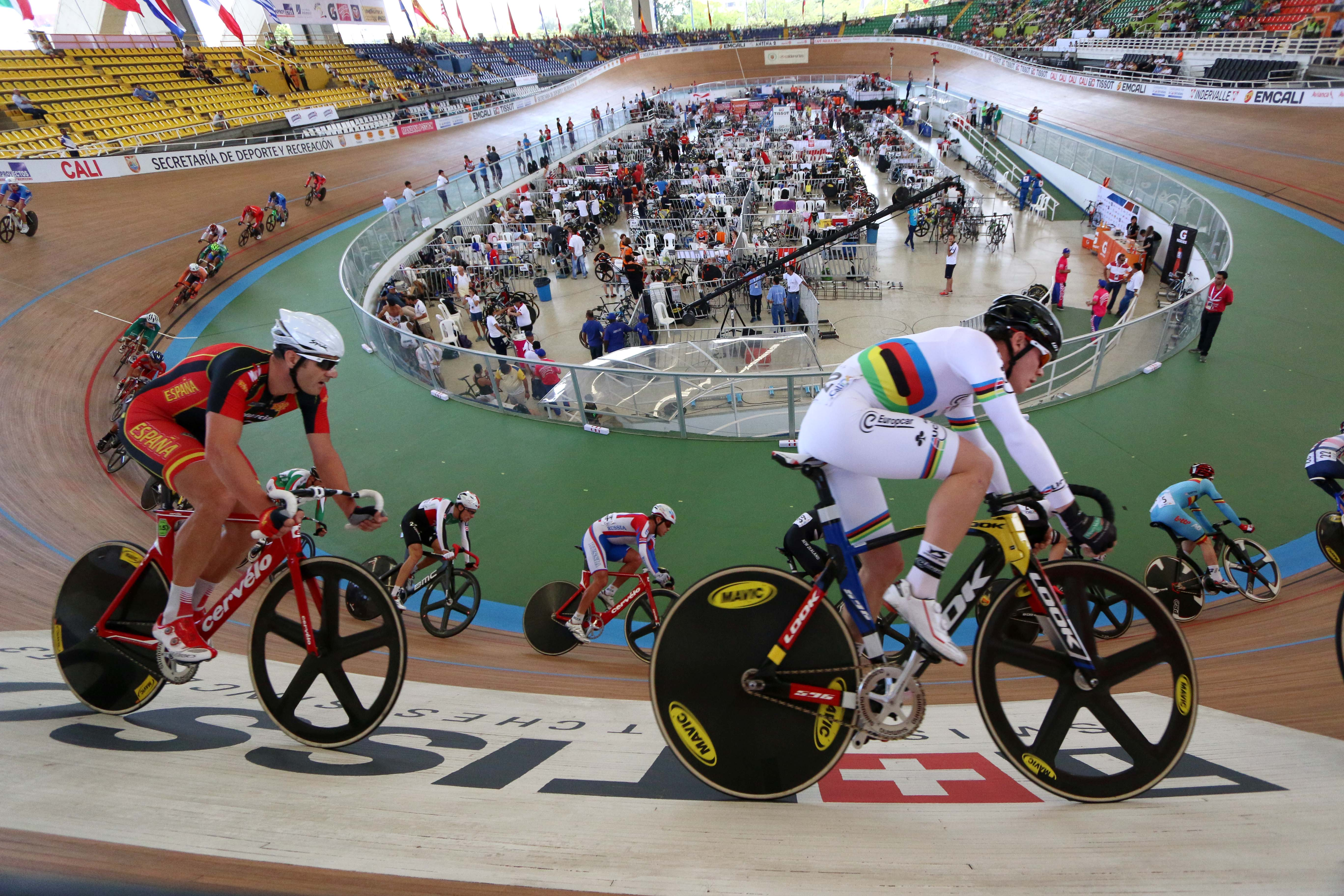
트랙 사이클링을 하는 모습

트랙 사이클링(영어: Track cycling)은 자전거 경기의 종류 중 하나로, 경기장의 트랙을 도는 경주이다. 그 트랙이 설비된 경기장을 벨로드롬이라고 한다.